# José Manuel Pesudo Soler
José Manuel Pesudo Soler (Almassora, 11 de juny del 1936 - València, 5 de desembre del 2003) va ser un porter de futbol valencià de les dècades dels 1950 i 1960, considerat un dels millors porters de la seva època.
Va destacar primer al València CF, on va jugar un total de set temporades en dues etapes diferents de tres i quatre anys, en les quals va aconseguir una Lliga i una Copa i al FC Barcelona, on va jugar cinc temporades, entre l'any 1961 i el 1966, aconseguint una Copa i una Copa de Fires. La temporada 1965-66, defensant la porteria del FC Barcelona, va obtenir el Trofeu Zamora al porter menys golejat de la Lliga, en rebre només 15 gols en 30 jornades. Es va retirar el 1973, a l'edat de 37 anys, després de defensar dues temporades la porteria del Real Betis Balompié.

## Palmarès
- 1 Copa de Fires: 1965-1966, amb el FC Barcelona.
- 1 Lliga espanyola de futbol: 1970-1971, amb el València CF.
- 2 Copes:
  - 1 amb el FC Barcelona: 1963.
  - 1 amb el València CF: 1967.

## Premis individuals
- 1 Trofeu Zamora (1965-1966), amb el FC Barcelona.